# コルネリス・デ・ヘーム
コルネリス・デ・ヘーム（Cornelis de Heem, 1631年4月18日頃 ライデン – 1695年5月17日頃 アントウェルペン）は、17世紀ネーデルラントの画家。当時を代表する静物画家ヤン・ダーフィッツゾーン・デ・ヘームの息子である。

## 生涯
コルネリスは1631年4月8日にライデンで洗礼を受けている。父親のもとで画家としての修行を積んだものと思われる。
1660年にアントウェルペンの画家組合に加入している。1667年から1680年代後半まではユトレヒト、アイジェスルテイン、デン・ハーグで活躍した。デ・ヘーム家は静物画家を多く輩出しているため、どの作品をどの画家が手掛けたのか特定が難しい場合がある。コルネリスの兄弟ヤン・ヤンスゾーン・デ・ヘーム (Jan Janszoon de Heem)、甥のヤン・ヤンスゾーン2世 (Jan Jansz. II)、息子のダーフィド・コルネリスゾーン・デ・ヘーム (David Corneliszoon de Heem) は花や果物を題材にした同じようなスタイルの作品を残しており、共作も多いと思われる。しかしコルネリスの作品は比較的小さく、強い色調の青が特徴的で、後年になるにつれて徐々に父親のスタイルとは違ってきている。

## ギャラリー

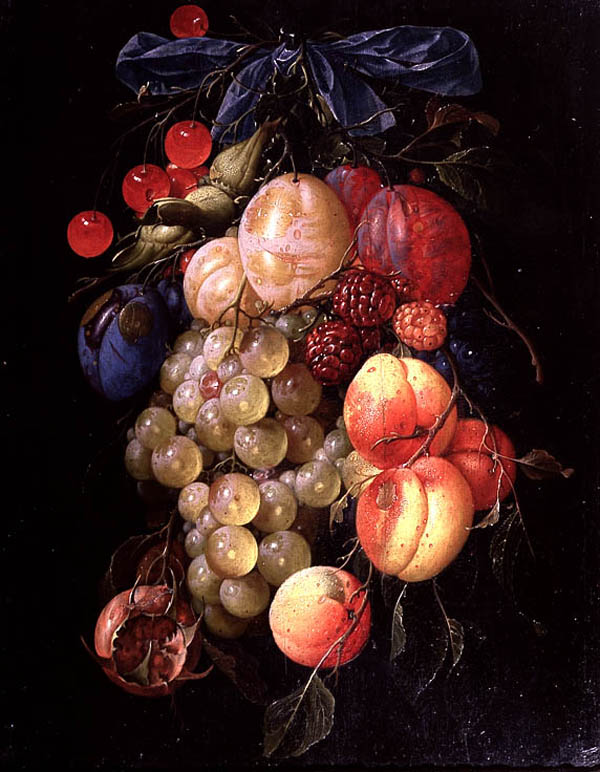
ボウズ博物館蔵
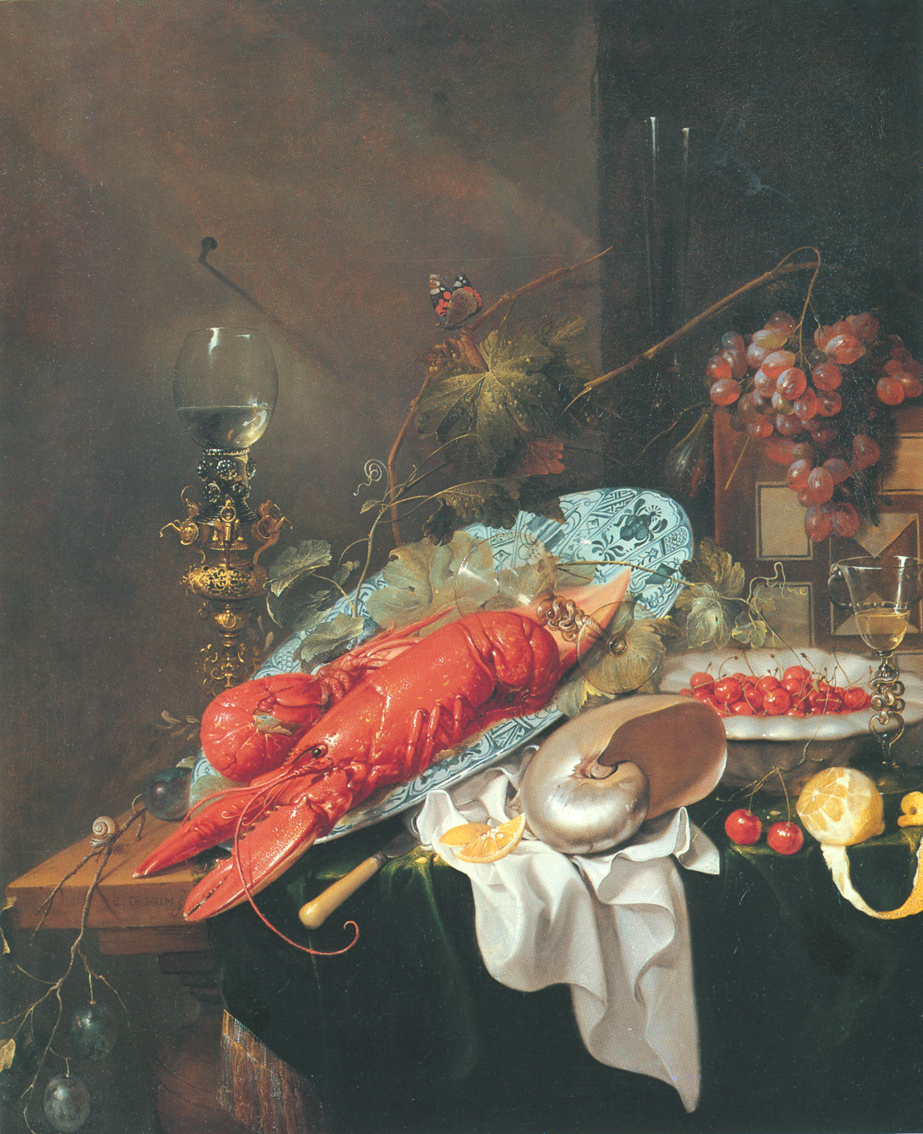
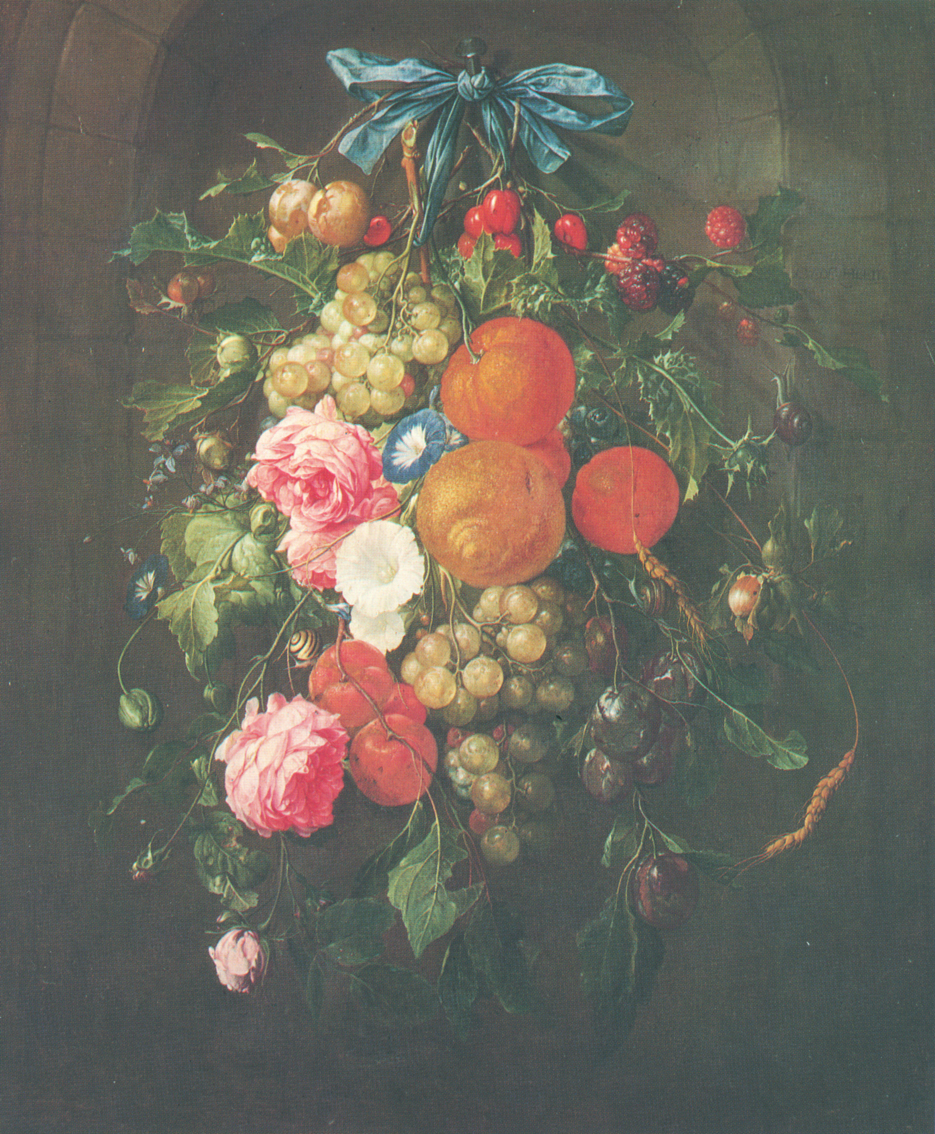
静物画、個人蔵
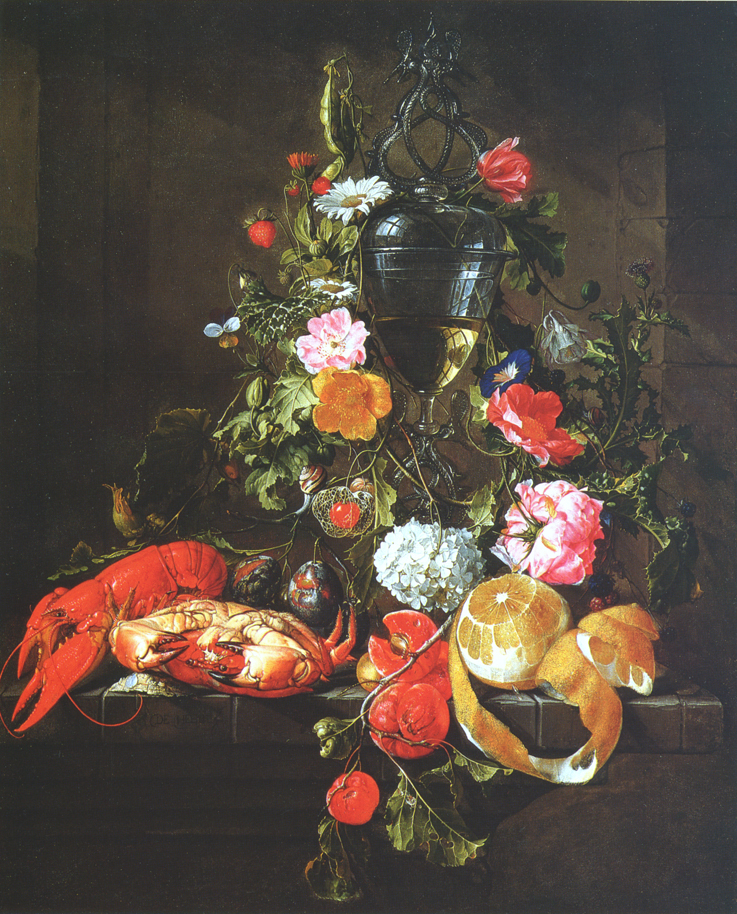